# Episodi di Beverly Hills 90210 (sesta stagione)
La sesta stagione della serie televisiva Beverly Hills 90210 è andata in onda in prima visione negli Stati Uniti dal 13 settembre 1995 al 22 maggio 1996 sul network Fox.
In Italia è stata trasmessa nel 1996 (a partire dall'8 ottobre) e 1997 su Italia 1.
| nº | Titolo originale                                | Titolo italiano                      | Prima TV USA      | Prima TV Italia |
| -- | ----------------------------------------------- | ------------------------------------ | ----------------- | --------------- |
| 1  | Home Is Where the Tart Is                       | L'amica di Valerie                   | 13 settembre 1995 |                 |
| 2  | Buffalo Girls                                   | L'astuto piano                       | 20 settembre 1995 |                 |
| 3  | Must Be a Guy Thing                             | Giudizi e pregiudizi                 | 20 settembre 1995 |                 |
| 4  | Everything's Coming Up Roses                    | Il ballo reale                       | 27 settembre 1995 |                 |
| 5  | Lover's Leap                                    | Il coraggio di vivere                | 4 ottobre 1995    |                 |
| 6  | Speechless                                      | La resa dei conti                    | 18 ottobre 1995   |                 |
| 7  | Violated                                        | Molestie sessuali                    | 25 ottobre 1995   |                 |
| 8  | Gypsies, Cramps and Fleas (a.k.a. Halloween VI) | Filtri d'amore                       | 1º novembre 1995  |                 |
| 9  | Earthquake Weather                              | Terremoto... e sposi                 | 6 novembre 1995   |                 |
| 10 | One Wedding and a Funeral                       | Arrivederci Dylan                    | 8 novembre 1995   |                 |
| 11 | Offensive Interference                          | La mascotte                          | 15 novembre 1995  |                 |
| 12 | Breast Side Up                                  | Niente sesso... prima del matrimonio | 22 novembre 1995  |                 |
| 13 | Courting                                        | Il processo                          | 29 novembre 1995  |                 |
| 14 | Fortunate Son                                   | Un ragazzo fortunato                 | 13 dicembre 1995  |                 |
| 15 | Angels We Have Heard on High                    | Natale... e confessioni              | 20 dicembre 1995  |                 |
| 16 | Turn Back the Clock                             | I fratellastri di Steve              | 3 gennaio 1996    |                 |
| 17 | Fade In, Fade Out                               | Il padre di Kelly                    | 10 gennaio 1996   |                 |
| 18 | Snowbound                                       | Cocaina                              | 17 gennaio 1996   |                 |
| 19 | Nancy's Choice                                  | La ricaduta                          | 31 gennaio 1996   |                 |
| 20 | Flying                                          | Il ritorno di Ginger                 | 7 febbraio 1996   |                 |
| 21 | Bleeding Hearts                                 | Cuori disperati                      | 14 febbraio 1996  |                 |
| 22 | All This and Mary Too                           | Snowboard... e donne                 | 21 febbraio 1996  |                 |
| 23 | Leap of Faith                                   | Harleysti... si nasce                | 28 febbraio 1996  |                 |
| 24 | Coming Out, Getting Out, Going Out              | La magia del passato                 | 13 marzo 1996     |                 |
| 25 | Smashed                                         | Una brutta festa                     | 20 marzo 1996     |                 |
| 26 | Flirting With Disaster                          | Il padre di Colin                    | 3 aprile 1996     |                 |
| 27 | Strike the Match                                | Problemi di convivenza               | 10 aprile 1996    |                 |
| 28 | The Big Hurt                                    | Pericolo per Kelly                   | 1º maggio 1996    |                 |
| 29 | Ticket to Ride                                  | Gratta... e vinci                    | 8 maggio 1996     |                 |
| 30 | Ray of Hope                                     | Fine di un amore                     | 15 maggio 1996    |                 |
| 31 | You Say It's Your Birthday (Part 1 e 2)         | Vinca il migliore... (1)             | 22 maggio 1996    |                 |
| 32 | You Say It's Your Birthday (Part 1 e 2)         | Ritorno di fiamma (2)                | 22 maggio 1996    |                 |

## L'amica di Valerie
- Titolo originale: Home Is Where The Tart Is
- Diretto da: Michael Lange
- Scritto da: Steve Wasserman & Jessica Klein

### Trama
Durante l'estate trascorsa Donna e Ray si sono rappacificati, Brandon ha passato l'estate a Boston, Kelly a New York dove ha conosciuto Colin e Clare e David si sono lasciati.
Dylan si reca in prigione per chiedere al compagno di cella di suo padre Jack chi l'ha ucciso, lui gli risponde che è stato Anthony Marchette.
Tornato da Boston dopo le vacanze estive, Brandon trova la sua casa senza mobili perché il nuovo acquirente la vuole far demolire; nel frattempo Valerie ha invitato la sua amica Ginger a casa durante l'estate e quest'ultima fa una corte spietata a Brandon.
I genitori di Donna danno un party sulla loro barca e sparisce l'anello di una cara amica di Felice.
Steve convince Brandon a tenere un party per dare l'addio alla casa, durante la festa Donna chiede in prestito la giacca a Ray perché sente freddo e nella tasca trova l'anello che era stato rubato al party. Tutti accusano Ray di essere il ladro. In più la festa degenera e all'ultimo momento Brandon scopre che la transazione per l'acquisto della casa non è andata a buon fine ed inizia a pensare di chiedere ai suoi genitori di non vendere.

## L'astuto piano
- Titolo originale: Buffalo Girls
- Diretto da: James Whitemore, JR
- Scritto da: Mike Lyons & Kimberley Wells

### Trama
È il giorno del compleanno di Kelly e Brandon si presenta a casa sua per portarle dei fiori ed essere il primo a augurarle un felice 21 esimo compleanno ma la trova con Colin. Steve si trasferisce a casa di Brandon ed inizia una convivenza con lui e Valerie, nel frattempo nella casa spariscono 200 dollari e l'orologio d'oro di Cartier di Steve e quest'ultimo accusa Ray. In realtà la ladra è Ginger, l'amica di Valerie. Brandon scopre informazioni su Anthony Marchette e le passa a Dylan che vuole vederlo a tutti i costi. David organizza la festa di Kelly in un anfiteatro romano dove si terrà un concerto. Kelly litiga con Colin perché non può andare alla festa per finire un quadro. Donna riesce a convincere Ray a presentarsi al compleanno ma tutti lo accusano di essere un ladro e lui se ne va spazientito, Valerie lo rincorre e gli dice che anche lei non si sente parte del gruppo e che lo aiuterà a riscattarsi. Entrambi tornano alla festa e Valerie accusa Ginger di essere la ladra trovando nella sua borsa l'orologio di Steve e l'anello di Brandon. Così facendo si fa accettare nel gruppo e scagiona Ray. Kelly si accorge che Brandon non ha ancora riportato al negozio l'anello di fidanzamento che lei ha rifiutato. Valerie riporta Ginger all'aeroporto e la paga, ringraziandola, perché ha recitato bene la sua parte da ladra. Colin alla fine dell'episodio si presenta da Kelly per regalarle il quadro che doveva terminare e si baciano teneramente sotto le stelle.

## Giudizi e pregiudizi
- Titolo originale: Must Be A Guy Thing
- Diretto da: Jason Priestley
- Scritto da: John Eisendrath

### Trama
Ricomincia l'università. Steve è costretto a dover seguire dei corsi di recupero di matematica e Clare si offre di dargli delle lezioni private. David trova una casa alla madre maniaca depressiva per farla uscire dalla casa di recupero. Dylan scopre che Toni, la figlia di Anthony Marchette, frequenta l'università della California. Per conoscerla segue una lezione con lei e successivamente la invita fuori a pranzo e, la sera, al Peach Pit By Night la presenta agli altri ragazzi. Tra i due nasce del tenero e quando la riporta a casa si baciano. Il padre di lei vede tutto dalla finestra e chiede alla sua guardia del corpo di scoprire chi è il ragazzo. Brandon cerca di rientrare nel mondo del giornalismo proponendosi al nuovo caporedattore, Susan, come opinionista. Lei gli risponde che non è interessata ed allora Brandon la invita al Peach Pit By Night la sera per fare una ricerca sui comportamenti umani insieme, lei accetta e sembra nascere un'attrazione tra i due. Donna convince Ray ad esibirsi la sera nel locale perché un amico dei suoi genitori è un produttore discografico, quest'ultimo sembra apprezzare molto la musica di Ray. Si scopre che Colin è amico di vecchia data di Valerie e questo porta nuovi contrasti tra lei e Kelly. Colin si offre di dipingere un murale su una parete del Peach Pit By Night e Valerie accetta. Alla fine dell'episodio Valerie confessa a Colin che sono quindici anni che vorrebbe baciarlo e lui, in risposta, la bacia.

## Il ballo reale
- Titolo originale: Everything's Coming Up Roses
- Diretto da: Victor Lobel
- Scritto da: Dinah Kirgo

### Trama
Toni e Dylan continuano a frequentarsi e sembrano sempre più presi l'uno dall'altra. Valerie, Donna, Kelly e Clare si iscrivono per partecipare al Ballo delle Rose ma solo Donna passa la prima selezione. Chiede a Ray di accompagnarla alla serata ma lui è costretto a suonare alla festa di compleanno della figlia del discografico, Donna sceglie di passare la serata con lui ed arrivano al ballo solo per l'ultima canzone. Colin continua a fare il murale per il Peach Pit By Night e Valerie trama per allontanarlo da Kelly, la gelosia di quest'ultima sfocia in una scenata al ballo reale ma alla fine lei e Colin si riappacificano. Clare chiede a Steve di accompagnarla al ballo, nel frattempo lui dà appuntamento, la stessa sera, al Peach Pit ad una ragazza che ha conosciuto in chat con lo pseudonimo di Cucciolorso. Alla fine si scopre che quella ragazza non è altro che Clare. Brandon e Susan vanno insieme al ballo per poter scrivere un articolo da pubblicare sul Condor, alla fine della serata si ritrovano alla redazione e qui si baciano travolti dalla passione. Valerie, dopo il ballo, chiede un passaggio a David per essere riportata a casa, ma prima deve passare da sua madre. Arrivati a casa di quest'ultima vi trovano delle ambulanze. La madre di David ha tentato il suicidio ed è in fin di vita.

## Il coraggio di vivere
- Titolo originale: Lover's Leep
- Diretto da: Bethany Rooney
- Scritto da: Ken Stringer

### Trama
Toni invita tutti a fare una cena a casa sua, durante la cena Dylan, con una scusa, si allontana dagli altri e va a frugare tra le carte dello studio del padre. La guardia del corpo di Anthony Marchette lo scopre e gli rivela che, a parte Toni, sanno già di chi è figlio. Clare e Steve decidono di andare alla cena assieme e, una volta tornati a casa, si baciano. Il rapporto tra Brandon e Susan si fa più profondo. Il tentato suicidio della madre di David disturba il sonno di Valerie perché le ricorda il suicidio del padre ed il fatto che ha trovato lei il cadavere. Valerie confessa a Brandon che sua madre la ritiene responsabile del gesto del padre. I medici consigliano a David di convincere la madre di sottoporsi all'elettroshock per curare i suoi disturbi depressivi, David inizia ad allontanarsi dagli altri chiedendosi se è davvero importante continuare a vivere, l'intervento di Valerie riesce a tirargli su il morale e lo riavvicina alla madre accompagnandolo in ospedale.

## La resa dei conti
- Titolo originale: Speechless
- Diretto da: David Semel
- Scritto da: Larry Mollin & Meredith Stiehm

### Trama
Valerie, Donna, Kelly e Clare partono per andare alle terme, appena prima di partire David raggiunge Valerie per ringraziarla del suo aiuto con la madre maniaco depressiva e la bacia. In macchina la ragazza confessa alle altre tre di aver baciato David, Donna si chiude in se stessa per poi esplodere e chiedere a Valerie cos'è successo veramente con Ray. Valerie le risponde che sono andati a letto un paio di volte e dicendo questo Donna scopre anche che David e Clare già lo sapevano. Nel frattempo l'auto delle ragazze si guasta e vengono soccorse da una suora, passano la notte in un convento dove c'è la regola del silenzio e tutte si ripropongono di essere più gentili l'una con le altre. Toni invita Dylan a cena per conoscere suo padre, ma Anthony Marchette non si presenta e aspetta il momento in cui Toni si allontana dal tavolo per parlare con Dylan e chiedergli di lasciare in pace la figlia, lui gli risponde che se Anthony si costituisce la lascerà in pace se no lo ucciderà. Il padre di Toni le dice che Dylan la sta solo usando per vendicarsi di lui e i due litigano. Steve dà il permesso ad un regista di girare un film a luci rosse nella casa di Brandon a sua insaputa, Susan capita nella casa durante le riprese e si arrabbia con il padrone di casa, Brandon fa terminare le riprese e corre da Susan per spiegarle che lui non ne sapeva nulla e finiscono a letto. Colin, al telefono, dice a Kelly che ha una cena di lavoro con una commerciante d'arte ma quest'ultima lo bacia per poi dirgli che dovrebbe lasciar perdere il murale del Peach Pit By Night perché non può svendersi in questo modo. Infine Donna chiede spiegazioni a Ray per il suo comportamento, lui ammette di averla tradita con Valerie e Donna lo lascia.

## Molestie sessuali
- Titolo originale: Violated
- Diretto da: Chris Hiblerl
- Scritto da: Larry Mollin & Meredith Stiehm

### Trama
Dylan dà a Bruno, la guardia del corpo di Toni, una lettera da consegnarle in cui scrive che gli dispiace e che l'ama. Lei risponde alla lettera sempre tramite Bruno, si incontrano e si riappacificano ma Anthony Marchette li vede e dice a Toni che deve scegliere tra suo padre e Dylan, lei sceglie il ragazzo e Marchette si allontana. Valerie si avvicina al suo professore di marketing ma lui ci prova in cambio dei voti per i test, Valerie rifiuta e lui le abbassa il voto della prova. David e Susan cercano di convincerla a denunciarlo ma Valerie ha paura che gli scheletri del suo passato riaffiorino. Brandon e Susan fanno una ricerca tra le vecchie studentesse del professore e con l'aiuto di Valerie alla fine riescono a far espellere il professore dall'università. La relazione tra Donna e Ray è sempre più tesa e lui non riesce più a suonare per questo, Donna nel frattempo confessa a Kelly che Ray è un tipo violento e che l'ha spinta giù dalle scale. Clare si preoccupa per la relazione che ha con Steve, ha paura che per lui sia solo un gioco. Affittano una camera di albergo per una serata romantica ma Steve trova nella stanza dei giochi erotici, pensando che siano di Clare li prende una volta che entrambi sono nella stanza. Clare lo accusa di essere un bambino e se ne va infuriata. Kelly si reca a casa di Colin per accompagnarlo alla serata della mostra d'arte ma vi trova Claudia che le dice che lei e Colin hanno fatto un patto e lui è di sua proprietà. Colin lascia la mostra fotografica non vedendo comparire Kelly per cercare di spiegarle la situazione. Il rapporto tra David e Valerie diventa sempre più profondo.

## Filtri d'amore
- Titolo originale: Gypsies, Cramps and Fleas (a.k.a. Halloween VI)
- Diretto da: Burt Brinckerhoff
- Scritto da: Christine McCarthy & Sam Sarkar

### Trama
È il giorno di Halloween e il Peach Pit By Night organizza una festa anche per presentare il murale di Colin che è ormai terminato. Quest'ultimo confessa a Valerie di aver bisogno di soldi e le chiede di essere pagato subito per il suo lavoro, nel frattempo invita Kelly all'inaugurazione del murale per cercare di riappacificare i rapporti tra loro. Kelly gli risponde che dovrebbe crescere e cercarsi un altro lavoro oltre quello di dipingere e smettere di farsi mantenere dalla sua mecenate, alla fine va alla serata e Colin presenta il murale intitolandolo "La New York di Kelly", e, parlando con lei le comunica che accetterà il lavoro di consulente accademico all'università. Al Peach Pit arriva una chiromante che si fa chiamare Madame Raven, David si fa leggere la sfera e poi si fa convincere a comperare un filtro d'amore con l'intenzione di somministrarlo a Valerie durante la serata, lo versa in due bicchieri, ma per una coincidenza, questi vengono bevuti da Steve e Clare che si appartano in un camerino per fare l'amore. David alla fine della serata riesce comunque a baciare Valerie e a chiarire i loro sentimenti. Dylan e Toni convivono e quest'ultima scopre la pistola che Dylan tiene in casa. Toni gli chiede di sbarazzarsene e di rinunciare ai suoi propositi di vendetta, nel frattempo, Anthony Marchette incontra la figlia per chiederle di tornare a casa ma Toni vuole sapere se è stato davvero lui il mandante dell'omicidio del padre di Dylan e Anthony non riesce a rispondere. Dylan, abbandonati i propositi di vendetta, propone alla ragazza di partire con lui per le Hawaii. Susan si fa leggere la sfera di cristallo da Madame Raven e la chiromante le dice che deve scegliere tra Brandon ed un suo vecchio amore che si chiama Jonathan. Susan ne parla con il ragazzo per cercare di chiarire i suoi sentimenti ed alla fine si baciano senza più alcun dubbio. Steve presenta a Donna un suo compagno di classe che si chiama Joe Bradley, e quest'ultimo la invita alla festa di Halloween. Ray cerca di riavvicinarsi a Donna ma lei gli chiede dello spazio dicendogli che dovrebbero vedere altre persone. Quando Ray vede Joe e Donna ballare insieme si arrabbia, l'aspetta fuori casa ed iniziano a litigare. Nel frattempo arriva Joe e i due ragazzi si picchiano. Ray va via mentre Joe si ferma a consolare Donna baciandola alla fine della puntata.

## Terremoto... e sposi
- Titolo originale: Earthquake Weather
- Diretto da: Gilbert Shilton
- Scritto da: Mike Lyons & Kimberley Wells

### Trama
Ray ha iniziato ad andare in analisi e chiede a Donna di accompagnarlo perché l'analista vorrebbe parlare anche con lei. Donna viene così a sapere che Ray ha avuto un'infanzia difficile in cui veniva picchiato dal padre. L'analista dice alla ragazza che dovrebbe allontanarsi dal ragazzo perché è come una bomba ad orologeria e potrebbe diventare violento. All'improvviso un terremoto si abbatte su Beverly Hills senza apparenti danni alle persone ma Susan e Brandon, che sono in un hotel per una conferenza giornalistica, rimangono chiusi in ascensore con una donna incinta e devono aiutarla a partorire. Donna continua la sua storia con Joe, tornata a casa dopo il terremoto trova qui Ray ad aspettarla e che, nel frattempo, le ha aggiustato il vetro della casa. Donna gli chiede di andarsene e Ray, arrabbiato, rompe di nuovo il vetro. Alla ragazza viene comunicato che è tra le finaliste per diventare la principessa del Torneo delle Rose, sfogliando vecchi album di fotografie scopre che anche la madre ha partecipato alla stessa gara eppure continua a dirle che dovrebbe smettere. Sembra che Felice e il padre di Donna stiano nascondendo qualcosa alla figlia. Le storie tra Clare e Steve e David e Valerie si fanno più profonde. Dylan chiede a Toni di sposarlo e la ragazza accetta, quando lo comunicano agli altri ragazzi del gruppo Kelly si arrabbia con lui per la sua mancata delicatezza nei suoi confronti. Dylan le risponde che, probabilmente, per ogni persona c'è più di un'anima gemella e quindi Kelly continua la sua storia con Colin. Toni rivela al padre la sua intenzione di sposare Dylan e gli chiede il suo benestare. All'apparenza Anthony Marchette accetta le imminenti nozze ma in chiusura della puntata chiede ad una delle sue guardie del corpo di eliminare Dylan.

## Arrivederci Dylan
- Titolo originale: One Wedding And A Funeral
- Diretto da: James Whitemore, JR
- Scritto da: Steve Wasserman

### Trama
La puntata inizia con l'addio al nubilato per Toni e l'addio al celibato per Dylan organizzato dai loro amici. Il giorno successivo Anthony Marchette raggiunge Toni e le chiede di rinunciare al matrimonio ma lei rifiuta e viene portata all'altare da Bruno, la sua guardia del corpo. Dopo il loro matrimonio Anthony Marchette chiama Dylan per dargli appuntamento nel suo ufficio alle 6, lui all'inizio non vuole presentarsi ma Toni lo convince ad andare a parlare con suo padre. Bruno scopre che l'appuntamento è una trappola e chiama Brandon per dirgli di avvertire Dylan. Nel frattempo Toni e Dylan perdono Guaio, il loro gattino, quindi Dylan rimane a cercarlo a casa e Toni si reca al posto suo all'appuntamento con il padre. Per strada la macchina viene circondata da altre automobili e le guardie del corpo di Anthony Marchette sparano alla ragazza non riconoscendola. Dylan e Brandon arrivano sul posto troppo tardi. Al funerale di Toni, Anthony Marchette chiede a Dylan di ucciderlo perché la sua unica ragione di vita era la figlia, ma Dylan rifiuta di fargli questo favore. Alla fine della puntata Dylan parte dicendo a Brandon che non sa quando e se tornerà.

## La mascotte
- Titolo originale: Offensive Interference
- Diretto da: Scott Paulin
- Scritto da: Larry Mollin

### Trama
Ray ha denunciato Joe per aggressione e Donna deve testimoniare per scagionarlo. Questo comporta che i maltrattamenti subiti dalla ragazza da parte di Ray diverranno di dominio pubblico e quindi decide di raccontare tutto ai genitori. Felice spiega a Donna perché non voleva che diventasse una delle principesse del Torneo delle Rose: quando lei aveva partecipato a quella gara era incinta del padre di Donna e in seguito, dopo il matrimonio lampo è dovuta esserne esclusa. Valerie è costretta ad aiutare Johnson per rendergli il favore dell'aiuto che lui aveva dato a sua volta a Dylan. Johnson la fa vestire da prostituta per agganciare un cliente, questo crea attriti tra la ragazza e David che culminano quando è costretta a chiamare David per farsi pagare la cauzione essendo stata arrestata per prostituzione. I due si riappacificano alla fine della puntata. Steve, Clare, Kelly e Colin devono nascondere la mascotte della squadra di football per proteggerla dalla squadra avversaria. Brandon è alle prese con la casa di Dylan e il vuoto che il suo migliore amico ha lasciato dentro di lui con la sua partenza.

## Niente sesso... prima del matrimonio
- Titolo originale: Breast Side Up
- Diretto da: David Semel
- Scritto da: Jessica Klein

### Trama
È il giorno del Ringraziamento. Colin e Susan partono entrambi per passarlo con i reciproci parenti, preoccupati dal fatto che Kelly e Brandon lo trascorreranno assieme. Clare vuole presentare Steve a suo padre e lo invita ad un cocktail dove ci sono tutti i professori dell'università. Steve è in imbarazzo sentendosi fuori luogo e non abbastanza intelligente, ma, sfruttando la sua simpatia, riesce a fare una buona impressione al rettore. Clare si accorge di essere seriamente innamorata di lui. David invita sua madre Sheila a passare il Ringraziamento con tutti loro, la grande disponibilità della donna crea attrito con Valerie, ma, conoscendosi, Valerie capisce che la madre di David crede fermamente in lei perché sa rendere felice il figlio. Per Joe e Donna è arrivato il momento di andare in tribunale per la deposizione, ma l'avvocato di Ray pone delle domande scomode a Donna che fanno passare in cattiva luce il giovane giocatore di football. Per il compleanno del ragazzo Donna decide di passare la notte con lui, ma Joe le spiega di essere ancora vergine e di non credere nel sesso prima del matrimonio. Infine Brandon e Kelly si interrogano sul perché la loro storia non ha funzionato. La ragazza spiega a Brendon che non poteva scegliere tra lui e Dylan perché avrebbe distrutto la loro amicizia. Passano assieme la sera guardando un film e Kelly si addormenta a casa sua. La mattina, facendo colazione, si scambiano un bacio amichevole felici del fatto di non aver tradito i propri compagni ma Valerie vede tutto e ne trae le conclusioni sbagliate.

## Il processo
- Titolo originale: Courting
- Diretto da: Gilbert Shilton
- Scritto da: John Eisendrath

### Trama
È finalmente arrivato il giorno del processo tra Ray e Joe. Ray continua a sostenere di essere stato picchiato da Joe e nonostante la testimonianza di Donna che afferma che Ray era un ragazzo violento e di Valerie che testimonia di aver visto Ray spingere la ragazza giù da una scala la situazione non si mette bene per Joe. Nel frattempo Brandon viene contattato da un giornale nazionale per scrivere un articolo sul processo. Valerie parla con David di quello che crede di aver visto tra Kelly e Brandon e decide di dire tutto a Colin che, nel frattempo, ha passato la giornata a fare da baby sitter ad Erin, la sorellina di Kelly e David. Colin e Kelly litigano lasciando la piccola Erin da sola, quest'ultima cade nella vasca da bagno e rischia di affogare. Solo l'intervento del ragazzo riesce a salvarla e questo fa riappacificare la coppia. Nel frattempo Brandon racconta tutta la storia a Susan ed anche i loro rapporti diventano tesi. Ray alla fine del processo viene chiamato come testimone dei fatti e decide di raccontare tutta la verità prosciogliendo Joe da tutte le accuse.

## Un ragazzo fortunato
- Titolo originale: Fortunate Son
- Diretto da: James Fargo
- Scritto da: Steve Wasserman & Jessica Klein & Larry Mollin

### Trama
Kelly organizza una serata di beneficenza al Peach Pit By Night trasformandolo in un moderno casinò, questo riavvicina Brandon ai suoi problemi con il gioco d'azzardo facendolo litigare con Nat e Susan. Durante la serata è prevista anche un'asta per la raccolta fondi dedicata alle persone più bisognose, Kelly e Valerie si contendono un ritratto da fare con Colin. Al termine dell'asta ne esce vincitrice Valerie e questo la porta a litigare con David. Per salvare la situazione Valerie confessa che è il regalo di natale che lei voleva fare a lui e si scusa anche con Kelly. Nel frattempo Steve inizia a fare un tirocinio alla ITM, azienda il cui proprietario è un vecchio amico del padre. Donna sostituisce un'amica al lavoro in una zona malfamata della città, qui conosce un ragazzino che deve badare ai suoi fratelli mentre la madre è al lavoro e, con Joe, cerca di aiutarlo.

## Natale... e confessioni
- Titolo originale: Angels We Have Heard on High
- Diretto da: Jason Priestley
- Scritto da: Larry Mollin

### Trama
È il giorno di Natale. Cindy, la madre di Brandon, raggiunge il figlio a sorpresa e lo trovo a letto con Susan. Il ragazzo chiede dove si trova il padre, e la madre gli comunica che i rapporti tra loro due si sono incrinati. Steve viene ingaggiato dal padre per consegnare dei regali da parte del suo socio in affari. Per un errore di indirizzi Steve e Clare consegnano il regalo della nipotina all'amante e viceversa, questo porta Steve e suo padre a litigare furiosamente e, il ragazzo, rinfaccia al padre che può anche non essere orgoglioso di lui visto che comunque Steve non è il suo figlio biologico. A fine puntata Steve chiede al padre scusa per i toni bruschi che ha usato, il padre gli consegna un foglio che attesta che è biologicamente suo figlio, nato da una relazione adulterina durante un soggiorno di lavoro lontano da casa. Donna aspetta impazientemente il regalo di natale e compleanno da Joe che le regala un pappagallo che parla ripetendo la frase: "Joe ama Donna". A casa Walsh arriva un regalo di natale per Cindy, spedito dal padre di Brandon, sul foglietto c'è scritto: "Ti amo Angelo mio. Buon Natale, corri a casa. Jim" e la signora Walsh decide di ripartire per riallacciare i rapporti con il marito. Colin compera della cocaina per i giorni di festa, ma Valerie lo vede acquistarla e va a comunicarlo a Kelly. Quest'ultima litiga con il ragazzo, ma lo perdona quando Colin promette che non ci ricadrà più.

## I fratellastri di Steve
- Titolo originale: Turn Back the Clock
- Diretto da: Graeme Lynch
- Scritto da: Larry Mollin

### Trama
I ragazzi raccontano come hanno trascorso il capodanno alla festa organizzata nel Peach Pit By Night. David è preoccupato perché crede che Valerie sia invischiata nei problemi di cocaina di Colin, quest'ultimo, rompendo la promessa fatta a Kelly, chiede a Valerie di tenergli le dosi in modo che la ragazza non lo scopra. Durante la festa Kelly torna a casa presto e lascia Colin al locale, lui continua a drogarsi per tutta la serata e, al momento di tornare a casa, non è in grado di guidare quindi si fa accompagnare da Valerie. La ragazza gli prende la cocaina e la consegna a Kelly dicendole di fare qualcosa per risolvere la situazione. Steve passa il capodanno a badare ai suoi fratellastri. Joe e Donna hanno dei problemi con la chiusura della gabbietta di Caramella, il pappagallino grigio che il ragazzo ha regalato a Donna per il suo compleanno. Il pennuto riesce a scappare ed entrambi, con David, trascorrono la mezzanotte dell'anno nuovo a cercare di catturare il volatile su un albero. Infine Susan riceve la visita inaspettata del suo ex ragazzo Jonathan, ex redattore capo del Condor, il giornale universitario. Alla festa Jonathan bacia la ragazza davanti a Brandon e questo crea attriti nella coppia. Si risolverà con una dichiarazione d'amore di Susan che dice al ragazzo che tra lei e Jonathan non ci sarà mai più niente.

## Il padre di Kelly
- Titolo originale: Fade In, Fade Out
- Diretto da: Jason Priestley
- Scritto da: Steve Wasserman & Jessica Klein

### Trama
Joe riprende ad avere dolore alla caviglia per il vecchio infortunio che aveva subito giocando a football, decide di andare a farlo controllare dal medico. Il dottore gli dice che non è nulla di grave, ma, facendo una visita più approfondita, gli suggerisce di andare a farsi vedere da un buon cardiologo. Il ragazzo va a farsi visitare dal padre di Donna, ma senza dire nulla alla ragazza, il signor Martin comunica al ragazzo che potrebbe avere un problema cardiaco congenito, Joe decide di richiedere un altro parere che è contrastante. Per il secondo dottore sta bene e può continuare a giocare a football. Steve organizza un cineclub sul regista Roger Corman e scopre che Nat ha recitato in un suo film quindi gli chiede di partecipare all'evento come special guest star ma lui rifiuta, durante la proiezione della pellicola il ragazzo conosce Johanne Diamond, ex fidanzata di Nat e decide di portarla da lui, nel frattempo il padre di Kelly torna a Beverly Hills dopo lungo tempo e pensa di trasferirsi in città. Scopre che la ragazza si frequenta con Colin, che sta cercando di convincere Kelly che ha smesso con la cocaina. Quando Kelly e il padre decidono di andare a trovarlo però lei si accorge che Colin ha appena sniffato. La ragazza accompagna il padre a cercare una casa, la trovano, ma quando lui deve andare a firmare il contratto non si presenta. Kelly dispiaciuta ritorna a casa e qui vi trova un biglietto di saluti da parte del padre con un assegno. Lei usa quest'ultimo per sniffare la cocaina di Colin.

## Cocaina
- Titolo originale: Snowbound
- Diretto da: Chip Chalmers
- Scritto da: John Whelpley

### Trama
Kelly continua a prendere cocaina con Colin, solamente Valerie se ne accorge e cerca di convincere gli altri ragazzi ad aiutarla. David litiga con Colin dicendogli di smettere di dare la cocaina a sua sorella, quest'ultimo, di tutta risposta, dice a lui e Valerie di lasciarli stare in pace. Il padre di Clare le regala un'auto perché è risultata la miglior studentessa dell'università. Steve la sfida in una corsa automobilistica dove vengono fermati da un poliziotto per eccesso di velocità, multati e costretti a seguire un corso sulla sicurezza stradale. Susan e Brandon si allenano per correre la maratona dei 10 km e, vedendo un incidente, Susan ne rimane scioccata. Il ragazzo viene a sapere che lei aveva una sorella, Kathrin, morta in un incidente d'auto quando aveva solo 22 anni. Donna confida a Brandon i problemi che ha Joe con il cuore, e che non si fida del parere medico positivo che gli è stato dato dal dottore del centro sportivo di football. Il ragazzo ne parla con Susan, che vuole scriverci un articolo contro il parere di Brandon. Alla fine Susan rinuncia a pubblicarlo sperando che Joe stia effettivamente bene ma, durante un allenamento, il ragazzo inizia ad avere problemi al cuore.

## La ricaduta
- Titolo originale: Nancy's Choice
- Diretto da: James Whitmore, JR.
- Scritto da: John Eisendrath

### Trama
Jonathan torna in città creando scompiglio tra Brandon e Susan. La ragazza vince un prestigioso premio giornalistico per un articolo su una ragazza che ha abortito. Dopo il premio confessa a Brandon che la ragazza su cui ha scritto è in realtà lei stessa, il disaccordo sul tenere o meno il bambino è stato il motivo scatenante la fine della storia tra lei e Jonathan. Clare cerca una fidanzata per il padre. Durante una giornata di shopping incontrano una vecchia fiamma di Steve, Ella, la ragazza in realtà è un travestito e Steve cerca di spiegarlo a Clare che però non gli crede. Durante la serata Ella si invaghisce di Arnold, il padre di Clare, Steve interviene per dirle di lasciarlo in pace. È troppo innamorato di Clare per permettere che suo padre soffra scoprendo cos'è in realtà Elle. La vita sregolata di Kelly inizia a causarle problemi all'università per le troppe assenze che ha nei corsi e i suoi rapporti con Donna iniziano a incrinarsi. Decide finalmente di uscire dal tunnel della droga e chiede a Colin di fare altrettanto ma, il ragazzo, vende due quadri che ha dipinto sotto l'effetto di cocaina e crede di non essere un buon artista se non utilizza sostanze stupefacenti. Alla fine della puntata Kelly e Colin non riescono a fare a meno di drogarsi.

## Il ritorno di Ginger
- Titolo originale: Flaying
- Diretto da: Chip Chalmers
- Scritto da: Larry Mollin

### Trama
Ginger, l'amica di Valerie, torna a Beverly Hills e la ricatta per il suo silenzio. In passato aveva aiutato la ragazza a migliorare i suoi rapporti con i ragazzi di Beverly Hills fingendosi una ladra ed ora, per non rovinare tutto e lasciare la città, vuole in cambio da Valerie o 50.000 dollari o una notte d'amore con David. Jonathan è ancora in città e cerca di riconciliarsi con Brandon invitandolo ad una giornata sui biplano per scriver un articolo insieme. Steve convince il ragazzo ad andarci accompagnandolo con Joe. Terminato il giro Joe sviene per colpa del cuore. Donna viene a saperlo ed inizia a preoccuparsi facendo promettere al ragazzo di farsi di nuovo visitare dal Dr. Martin. Kelly, pur cercando di allontanarsi dalla droga, prende un po' di cocaina da Colin e la porta a casa dove Donna e Clare la trovano in un cassetto. Le due ragazze le parlano ma Kelly non vuole ascoltare e lascia la casa per trasferirsi da Colin, Clare chiede aiuto a Brandon che va a parlarle e la trascina fuori casa per fare un giro in macchina. Il ragazzo chiama Susan, con la quale aveva organizzato una cena al ristorante, e le dice che non ce la farà a presentarsi. Susan, per rimpiazzare Brandon, invita a cena Jonathan e, quest'ultimo, le racconta che ha sentito dire a Brandon che avrebbe passato la serata con Kelly.

## Cuori disperati
- Titolo originale: Bleeding Hearts
- Diretto da: Jason Priestley
- Scritto da: Larry Mollin

### Trama
Steve decide di partecipare ad un pigiama party organizzato dalla confraternita di Donna dove l'unica regola è non avere un rapporto sessuale per 24 ore. Claire scommette con il ragazzo che verrà sicuramente meno al suo voto, perdendo la scommessa. Joe viene convocato dall'allenatore della squadra di football che gli comunica che, a causa delle sue condizioni, per la prossima stagione la squadra dovrà cercarsi un nuovo quarterback. Susan e Valerie decidono di presentare Jonathan a Ginger, ma la nuova coppia improvvisata si mette d'accordo per far ingelosire Susan. Alla festa del pigiama party Jonathan avvicina Susan per chiederle di ballare ma questa gli intima di lasciarla stare finendo per dargli un pugno. Siccome Ginger non è soddisfatta torna all'attacco da Valerie che è costretta a confessare tutto a David. Il ragazzo passa la notte con Ginger ma non accetta di avere un rapporto sessuale con lei, la mattina Ginger consegna la cassetta ricattatoria a Valerie lasciando la città. David spiega alla ragazza che Ginger voleva solo ferirla, confessa di non aver fatto sesso con lei ma lascia Valerie per il fatto che lei gli ha chiesto di farlo. I ragazzi chiamano la madre di Kelly per raccontarle i problemi della figlia, quest'ultima litiga con Colin per la cocaina e si reca dallo spacciatore da sola per procurarsene altra. Qui uno spacciatore cerca di stuprarla e lei scappa, chiede aiuto a Brandon che la porta in ospedale, infine, Kelly confessa al ragazzo che è ancora innamorata di lui.

## Snowboard... e donne
- Titolo originale: All This and Mary Too
- Diretto da: James Fargo
- Scritto da: Sam Sarkar

### Trama
Clare, Steve, David, Susan e Brandon trascorrono il week end a sciare ma durante una discesa in una pista chiusa Susan cade e si infortuna ad una gamba, così lei e Brandon sono costretti a trascorrere la notte in mezzo ad una bufera di neve. David conosce Mary e tutti sono preoccupati per la sorte dei loro amici. Donna apprende da un servizio televisivo che esiste una cura per i problemi cardiologici di Joe e cerca di convincere il ragazzo a sottoporvisi anche con l'aiuto di suo padre, il Dott. Martin. Kelly entra in una clinica per disintossicarsi e conosce Tara.
Colin e Valerie trascorrono del tempo insieme dopo che Kelly ha lasciato il ragazzo.

## Harleysti... si nasce
- Titolo originale: Leap of Faith
- Diretto da: Chris Hibler
- Scritto da: Ken Stringer

Brandon e Susan si recano a trovare i genitori di lei che sono ossessionati dalla morte della loro figlia maggiore a causa di un incidente stradale; Brandon si sente sotto interrogatorio e a disagio ma alla fine tutto viene chiarito. Steve acquista una Harley Davidson con i soldi delle azioni investite dalla madre venti anni prima, Clare all'inizio è contraria ma poi si diverte anche lei. Valerie e Colin continuano a frequentarsi e vanno a letto insieme; quando Kelly lo viene a sapere si sente umiliata e depressa perché pensa di essere stata usata dal ragazzo. Colin viene arrestato quando accompagna il suo spacciatore in un magazzino. Donna conosce il fratello di Joe, il quale tenta di dissuaderlo dal sottoporsi all'operazione.

## La magia del passato
- Titolo originale: Coming Out, Getting Out, Going Out
- Diretto da: Gilbert Shilton
- Scritto da: John Whelpley

### Trama
Clare e Susan combinano un incontro tra Nat e una sua vecchia fiamma, e li portano nei vari luoghi in cui nel passato si erano sentiti innamorati. Kelly esce dal centro e ritorna a casa dove trova le sue compagne pronte ad accoglierla. Valerie intanto si prende cura di Colin. Uno studente di medicina chiede a Kelly di uscire.

## Una brutta festa
- Titolo originale: Smashed
- Diretto da: Charles Correl
- Scritto da: Meredith Stiehm

### Trama
Colin viene arrestato ma a occuparsi di lui c'è Valerie che gli procura un avvocato. L'avvocato gli chiede di patteggiare, dichiarandosi colpevole riceverà una pena di 6 mesi invece che quella di 3 anni. Steve intanto organizza una festa e Kelly si presenta con Greg, uno studente di medicina. Kelly invita Tara a vivere da loro, ma Clare non ne è entusiasta. Tara inizia a diventare gelosa di Kelly, desiderando le attenzioni della ragazza solo per sé, e ne mostra i primi segni di ossessione. Donna e David intanto creano un video.

## Il padre di Colin
- Titolo originale: Flirting With Disaster
- Diretto da: David Semel
- Scritto da: John Eisendrath

### Trama
Steve, Brandon, Joe, Donna, Susan e Clare decidono di fare un campeggio tutti insieme, ma quando i ragazzi vanno in soccorso di tre belle fanciulle le ragazze si ingelosiscono. Il padre cieco di Colin va a trovare il figlio. David esce con Tara, ma alla fine decidono di rimanere semplicemente amici. Tara inoltre sabota anche l'appuntamento di Kelly con Gregg, facendoli lasciare.

## Problemi di convivenza
- Titolo originale: Strike the Match
- Diretto da: James Darren
- Scritto da: Steve Wasserman

### Trama
Brandon riceve un'interessante offerta di lavoro a Boston, ma non sa se accettare a causa del suo legame con Susan. Donna e David sono molto soddisfatti di aver realizzato un videoclip per un gruppo musicale. Tara è sempre più ossessionata da Kelly. Tara graffia la macchina di Valerie scrivendole "muori Val" sulla fiancata dell'auto, facendole credere che sia stata Kelly.

## Pericolo per Kelly
- Titolo originale: The Big Hurt
- Diretto da: Frank Thackery
- Scritto da: Larry Mollin

### Trama
Colin subisce il processo che si conclude con una condanna di due anni di prigione nonostante gli fosse stato promesso diversamente. Kelly e Donna chiedono a Tara di andarsene a causa della sua ossessione per la ragazza. Tara prova a baciare Brandon per vedere cosa si prova ad essere Kelly, ma lui la rifiuta. Clare e Steve nel frattempo vanno a trovare Carl e il direttore Arnold. Kelly sta attraversando un periodo difficile e il tentato suicidio dell'amica Tara non le è certo di aiuto. Joe si scusa con Donna, dicendole che è gelosa della sua relazione con David. Tara fa morire i pesci di Kelly dandogli un intero barattolo di mangime. Kelly, trovando nella valigia di Tara delle lettere, scopre che i genitori di Tara non l'hanno mai ignorata come sosteneva lei quando erano ricoverate in clinica ma continuavano a scriverle. Kelly chiama i genitori di Tara. Tara pianifica di uccidere Kelly avvelenandola. Kelly fortunatamente riesce a salvarsi e convince Tara ad entrare in un ospedale psichiatrico.

## Gratta... e vinci
- Titolo originale: Ticket to Ride
- Diretto da: Anson Williams
- Scritto da: Meredith Stiehm & John Whelpley

### Trama
Brandon e Susan vincono 5.000 dollari alla lotteria e decidono di donarli in beneficenza. Donna passa più tempo con David piuttosto che con Joe. Colin scappa con la macchina di Valerie, dopo aver dato di matto. Colin passa a casa di Kelly per chiederle aiuto, ma lei lo respinge. Valerie chiede a Kelly informazioni riguardo Colin, ma lei nega di averlo visto. Joe si rende conto di aver perso la sua passione per il football. Steve cade dalle scale.

## Fine di un amore
- Titolo originale: Ray of Hope
- Diretto da: Gilbert Shilton
- Scritto da: Jessica Klein

### Trama
Ray ritorna in città proprio quando Joe lascia Beverly Hills. Colin fugge dalla prigione e i ragazzi fanno tutto il possibile per aiutarlo. Kelly riesce a mettersi in contatto con Colin, e organizzano un appuntamento per incontrarsi, ma lei lo incastra chiamando la polizia. Ray chiede a Donna una seconda chance. Joe chiede a Donna di sposarlo, ma lei lo rifiuta. Steve si sta riprendendo dall'incidente e lui e Brandon guardano in tv programmi di produzione Spelling.

## Vinca il migliore... (1)
- Titolo originale: You Say It's Your Birthday
- Diretto da: Michael Lange
- Scritto da: Larry Mollin & Steve Wasserman

### Trama
Susan decide di andare a lavorare per il periodo estivo a Washington. Valerie scopre che Dylan è andato a Londra, stessa città in cui si trova Brenda. L'amico di Clare dichiara il suo amore per lei ma lei confessa di amare Steve. Nat annuncia il suo matrimonio con Joan e l'arrivo di un bebè. Colin vuole scappare dalla città e chiede aiuto alla sua ex datrice di lavoro Claudia che le manda i soldi per imbarcarsi clandestino su una nave diretta a Rio de Janeiro. Andrea sorprende Steve, arrivando alla festa. Donna e David nel frattempo organizzano un video per il compleanno di Steve.

## Ritorno di fiamma (2)
- Titolo originale: You Say It's Your Birthday
- Diretto da: Michael Lange
- Scritto da: Larry Mollin & Steve Wasserman

### Trama
La band Goo Goo Dolls si esibisce al compleanno di Steve. Carl confessa il suo amore a Clare, che è furiosa con Steve. Susan accetta un lavoro a Washington. Steve e Brandon vengono arrestati. Valerie nel frattempo esce con un agente dell'FBI. Colin viene trovato da Steve e Brandon e arrestato dalla polizia. Donna e David decidono di dare una seconda possibilità alla loro relazione e ritornano insieme. A Beverly Hills intanto giunge la notizia che Dylan e Brenda vivono insieme a Londra. Dopo questa notizia Kelly chiede a Brandon una seconda chance.